# Tulipa serbica
Tulipa serbica, lukovičasta trajnica, stenoendem iz jugoistočne Srbije i sjevernog Kosova, opisana 1997. godine. Vrsta je tulipana.
Tulipa serbica je rasprostranjena na serpentinskom tlu u južnoj Srbiji (općina Knjaževac: planina Rogozna kod Donje Kamenice) i sjevernom Kosovu (brdo Beli Laz, u blizini rijeke Ibar) (Tatić i Krivošej, 1997).